# Christian Schwegler
Christian Schwegler (* 6. června 1984, Ettiswil, Švýcarsko) je švýcarský fotbalový obránce a bývalý mládežnický reprezentant, od roku 2009 hráč rakouského klubu BSC Young Boys. Je znám svým dlouhým autovým vhazováním.
Mimo Švýcarska hrál v Německu (v rezervě klubu Arminia Bielefeld) a Rakousku.
Jeho mladším bratrem je švýcarský fotbalista a reprezentant Pirmin Schwegler.

## Reprezentační kariéra
Schwegler nastupoval za Švýcarsko U21.